# Kittie
Kittie, également stylisé KiTTiE, est un groupe féminin canadien de nu metal, originaire de London, en Ontario. Fallon Bowman (guitare) et Mercedes Lander (batterie), les fondatrices du groupe, se sont rencontrées en 1997 lors d'un cours de gymnastique. Le groupe est créé par la suite, lorsque Morgan Lander (guitare et chant) sœur aînée de Mercedes les rejoint. Elles commencent par jouer des reprises de Nirvana et de Silverchair puis composèrent leurs propres chansons par la suite.

## Historique

### Débuts (1996–1997)
Kittie est formé en 1996 à la rencontre de la batteuse Mercedes Lander et de la guitariste Fallon Bowman en classe de gym. La sœur de Mercedes, Morgan Lander, devient la chanteuse et guitariste après des semaines de jam sessions entre Fallon et Mercedes. Tanya Candler complète la formation en la rejoignant comme bassiste. 

### Spit(1998–2000)
Kittie enregistre quelques démos et commence à effectuer des concerts en 1998. Le groupe joue au Call the Office et à l'Embassy et signe au Canadian Music Week en 1999. Kittie fait la rencontre de Jake Weiner, un second aux commandes du label NG Records. Le groupe contacte Jake pour les voir jouer sur scène, et Jake, ainsi que NG Records, signe Kittie en été 1999. Kittie est signé au label de distribution Artemis Records et le producteur Garth Richardson acquiert la démo de Kittie. NG Records est racheté par Artemis Records. Avant ça, Kittie avait fini sur Artemis Records.
Kittie publie son premier album, Spit sur Artemis Records et tourne avec Slipknot. L'album est achevé en août 1999, mais ce n'est pas avant 19 octobre 1999 qu'il est publié. À cette période, les émissions de radio et la presse encouragent l'album. Spit n'étant pas l'album le mieux classé du groupe, il remporte un succès commercial et est certifié disque d'or par la RIAA,. L'album Spit compte au moins 600 000 exemplaires vendus aux États-Unis et au moins 40 000 au Canada. La bassiste Tanya Candler est remplacée par Talena Atfield. Leur première tournée en soutien à l'album mène Kittie à faire la couverture du magazine Metal Edge, pour lequel les lecteurs ont élu Morgan Lander dans la catégorie de « performeuse de l'année » et Spit dans la catégorie de « vidéo de l'année » dans la section 2000 Readers' Choice Awards du magazine. Le groupe est aussi nommé « Nouveau groupe de l'année », « qui sera la plus future grande vedette », et « groupe le plus attendu ». Le 11 juillet 2000, Kittie réalise une vidéo intitulée Spit in Your Eye qui comprend des interviews du groupe, et des performances avec Slipknot.

### OracleetUntil the End(2001–2004)
En août 2001, Fallon Bowman quitte Kittie. Le 30 octobre 2001, Kittie publie son deuxième album, Oracle. Plus agressif que Spit, l'album contient des éléments de death et de thrash metal. Morgan Lander note que les membres n'avaient que 14 ans lorsqu'elles avaient écrit leur premier album et « Nous n'avons rien depuis 4 ou 5 ans. » Elle révèle un changement d'influence, expliquant : « Avant, on écoutait des groupes comme Nirvana, Silverchair, et Alice in Chains. Maintenant, on écoute des trucs genre Cannibal Corpse et Nile. » Cependant, le groupe continue à écrire de la même manière, d'abord en composant la musique puis après « l'écouter de telle manière à ce qu'on y inclut les vocaux. » L'album Oracle est enregistré avec Morgan Lander à la guitare solo. La position de Fallon est endossée par Jeff Phillips qui travaillera comme technicien guitariste pour Kittie. En 2002, Talena Atfield quitte le groupe et est remplacée à la basse par Jennifer Arroyo. En 2004, le groupe recrute la guitariste Lisa Marx, et Jeff Phillips peut enfin se consacrer à plein temps à son projet parallèle, Thine Eyes Bleed. Le 27 juillet 2004, Kittie publie son troisième album, Until the End.

### Funeral for Yesterday(2005–2007)

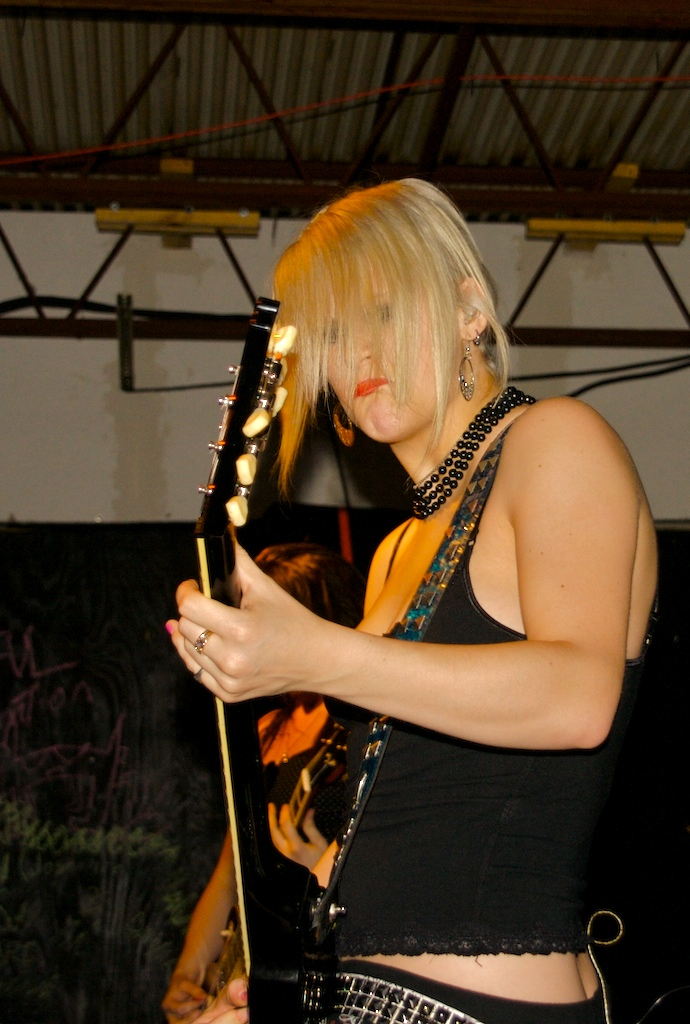
Morgan Lander, sur scène avec Kittie.

Jusqu'en mars 2005, Kittie est signé au label Artemis Records, mais s'en sépare avant la sortie d'un quatrième album. Des problèmes entre le groupe et le label ont longtemps fait surface. En mars 2004, Artemis et Kittie portent leur affaire devant la justice pour royalties impayées et onze défauts contractuels chez Artemis. Le 23 mars 2005, Morgan Lander révèle le départ de Lisa Marx et Jennifer Arroyo. La séparation avec Jennifer Arroyo se fait en bons termes, tandis que celle avec Lisa Marx s'effectue par surprise. Jennifer Arroyo se joindra à Billy Graziadei de Biohazard pour former Suicide City.
En 2005, Kittie recrute deux nouveaux membres : Tara McLeod à la guitare et Trish Doan à la basse. En 2005, la marque de vêtements de Morgan et Mercedes Lander, Poisoned Black clothing, est lancée. Morgan et Mercedes apparaissent aussi brièvement dans les documentaires Metal: A Headbanger's Journey et Heavy Metal - Louder than Life. Le 7 février 2006, Kittie publie son EP Never Again chez Rock Ridge Music. Toujours en 2006, la chanteuse Morgan Lander fournit les morceaux vocaux pour la chanson It Turns to Rust de l'album In the Arms of Devastation du groupe de death metal canadien Kataklysm.
Kittie lance son propre label, Kiss of Infamy Records, auquel il publie son quatrième album. Le label est ensuite rebaptisé X of Infamy après la réception d'une lettre d'avocats représentant Kiss Catalog Ltd. (propriétaire des droits intellectuels de Kiss). Le quatrième album de Kittien Funeral for Yesterday, est publié le 20 février 2007. Après la sortie de Funeral for Yesterday, Morgan Lander annonce un DVD de 45 minutes accompagné du CD. En février 2007, Kittie organise la tournée Funeral for Yesterday Tour avec Walls of Jericho, 36 Crazyfists, Dead to Fall et In This Moment.

### In the Black(2008–2010)
Le 4 mars 2008, Kittie annonce le départ de Trish Doan, qui fait face à de l'anorexie, qu'elle a développé pendant l'enregistrement de Funeral for Yesterday. Doan se confrontera à ce trouble alimentaire pendant près de deux ans. Peu après, Ivy Vujic devient officiellement leur bassiste. Le 2 août 2008, David Lander, père des membres Morgan et Mercedes et manager du groupe, succombe d'une crise cardiaque. Entre le 18 octobre et le 8 novembre 2008, Kittie achève sa première tournée européenne en six ans. Ils tournent aux Pays-Bas, en Angleterre, au Pays-de-Galles, en Écosse, en France, en Allemagne, en Autriche, en Suisse et en Russie.
Le 26 juin 2009, Kittie est annoncé au label E1 Music. Le cinquième album du groupe, In the Black, est publié le 15 septembre 2009. Deux vidéos sont tournées pour les chansons Cut Throat et Sorrow I Know. Cut Throat est diffusé dans l'émission Headbangers Ball sur MTV2 le 5 septembre 2009 et dans l'émission canadienne Much Loud le 20 septembre 2009. Cut Throat est aussi inclus dans la bande-son du film Saw VI publiée le 20 octobre 2009. Le 16 septembre 2009, le label Massacre Records annonce la distribution de In the Black en Europe.
En janvier 2010, Kittie retourne en Europe pour la promotion de l'album In the Black. Kittie joue avec It Dies Today et Malefice. Elles passent par l'Écosse, l'Angleterre, la France, la Suisse, le Danemark, la Belgique, l'Allemagne, l'Italie, et les Pays-Bas. Le 27 janvier 2010, Morgan Lander évoque la possibilité d'un tournage pour la vidéo de la chanson Die My Darling. En marsh 2010, Kittie embarque dans une autre tournée nord-américaine avec God Forbid, Periphery et Gwen Stacy. Entre mai et juin 2010, Kittie prend part à la tournée Happy Daze avec Insane Clown Posse en tête d'affiche, et accompagné par Coolio, Kottonmouth Kings et Necro. Kittie participe à la tournée Thrash and Burn entre juillet et août 2010 avec Asking Alexandria, Born of Osiris, Evergreen Terrace, Stick to Your Guns, Chelsea Grin, Through the Eyes of the Dead, Impending Doom, Periphery et Greeley Estates. Kittie ouvre aussi à la tournée nord-américaine de Devildriver.

### I've Failed YouetNot So... Safe(2011–2014)
Le sixième album de Kittie, I've Failed You, est publié le 30 août 2011. Deux vidéos sont tournées pour les chansons We Are the Lamb et Empires (Part 2). En 2011, Mercedes Lander se joint au groupe féminin de power pop the Alcohollys, qui comprend l'ancienne bassiste de Kittie, Tanya Candler. Le 13 février 2012, Kittie annonce le départ d'Ivy Vuijic et le retour de Trish Doan. En septembre 2012, Kittie publie une compilation intitulée Not So... Safe.

### Documentaire, décès de Trish Doan puis hiatus (2014–2022)
Au début de l'année 2014, Kittie poste un projet secret sur Facebook. Le 8 mars, Kittie commence à poster plusieurs photos de ce projet sur Facebook et Instagram. Le projet de documentaire est financé en partie par une campagne de financement en ligne pour un total de $40,525 CAD.
La bassiste Trish Doan meurt en février 2017. Le documentaire Origins/Evolution est sorti au Canada et aux États-Unis le 30 mars 2018. Après ces 2 évènements, le groupe tombe dans une longue période de hiatus pendant laquelle les sœurs Lander se consacrent à d'autres projets : Morgan comme chanteuse du groupe Karkaos, Mercedes formant pour sa part le groupe The White Swan.

### Retour musical et nouvel albumFire(2022-)
Au début de l'année 2022, le groupe canadien annonce son retour pour une série de concerts avec le retour de Ivy Vujic à la place de bassiste. 
Kittie annonce l'enregistrement d'un nouvel album studio , soit leur premier depuis 13 ans , qui sort le 21 juin 2024 sous le nom de Fire.  

## Membres

### Membres actuels
- Morgan Lander - chant, guitare, piano (depuis 1996)
- Mercedes Lander - batterie, percussions, chœurs (depuis 1996)
- Tara McLeod - guitare (depuis 2005)
- Ivana « Ivy » Vujic – basse (2007–2012, depuis 2022)

### Anciens membres
- Tanya Candler – basse (1996–1999)
- Fallon Bowman – guitare, chœurs (1996–2001)
- Talena Atfield – basse (1999–2002)
- Jennifer Arroyo – basse (2002–2005)
- Ivana « Ivy » Vujic – basse (2007–2012)
- Trish Doan - basse (2005–2007, 2012-2017, décédée en 2017)

### Membres live et de session
- Jeff Phillips – guitare (2001–2004), basse (2007)
- Lisa Marx – guitare (2004–2005)

## Discographie

### Albums studio
- 2000 : Spit
- 2001 : Oracle
- 2004 : Until the End
- 2007 : Funeral for Yesterday
- 2009 : In the Black
- 2011 : I've Failed You
- 2024 : Fire

### EP
- 2000 : Paperdoll
- 2001 : Safe
- 2006 : Never Again

### Album live
- 2002 : Spit in Your Eye

### Singles
- 1999 : Brackish
- 2000 : Charlotte
- 2000 : Live in Madison, WI
- 2001 : What I Always Wanted
- 2004 : Into the Darkness
- 2024 : Eyes Wide Open
- 2024 : We Are Shadows